# Kajsa Kling
Kajsa Kling (* 25. Dezember 1988 in Åre) ist eine ehemalige schwedische Skirennläuferin. Sie startete überwiegend in den Disziplinen Abfahrt und Super-G. Im Weltcup erzielte sie zwei Podestplätze.

## Biografie
Kling bestritt ihre ersten FIS-Rennen im Dezember 2003. Im Europacup ging sie erstmals im Dezember 2005 an den Start. Ihr bestes Ergebnis war ein 14. Rang in der Abfahrt von Crans-Montana am 11. März 2009, ehe sie am 25. Januar 2010 als Zweite des Riesenslaloms von Crans-Montana erstmals einen Podestplatz belegte. Im Weltcup bestritt sie ihre ersten Rennen im Januar 2007. Im Februar nahm die Schwedin an den Weltmeisterschaften 2007 in ihrem Heimatort Åre im Super-G und in der Abfahrt teil, erreichte aber in keinem Rennen das Ziel. Am 2. Dezember 2007 gewann sie im Super-G von Lake Louise mit Rang 28 erstmals Weltcuppunkte.
In der Saison 2008/09 erreichte sie als 18. in der Super-Kombination von Tarvis am 20. Februar 2009 ihre erste Platzierung unter den besten 20. Ende März 2009 wurde sie schwedische Meisterin in Abfahrt, Super-G, Riesenslalom und Parallelslalom; ein Jahr zuvor hatte sie den Titel in der Super-Kombination gewonnen. Kling nahm an den Olympischen Winterspielen in Vancouver teil und fuhr im Riesenslalom auf Rang 26. Kurz darauf, am 6. März 2010, erreichte sie mit Platz 14 in der Abfahrt von Crans-Montana ihr erstes Top-15-Ergebnis im Weltcup. Drei Tage später gewann sie beide Europacup-Abfahrten in Tarvis und erreichte damit den dritten Platz im Abfahrtsklassement. Im April 2010 gewann sie zwei weitere schwedische Meistertitel im Riesenslalom und im Super-G.
Im Dezember 2010 erlitt Kling bei einem Sturz im Riesenslalom von Semmering schwere Bänderverletzungen in beiden Knien, weshalb sie die Saison 2010/11 vorzeitig beenden musste. Aufgrund von Komplikationen konnte sie lange nicht mehr an ihr früheres Leistungsniveau anknüpfen. In der Saison 2011/12 klassierte sie sich nur dreimal unter den besten 30, in der Saison 2012/13 zweimal. Zu Beginn der Saison 2013/14 machte sich eine markante Leistungssteigerung bemerkbar. Nach einem 8. Platz am 7. Dezember in der Abfahrt von Lake Louise erzielte sie einen Tag später mit Platz 7 im Super-G das bisher beste Ergebnis ihrer Karriere. Eine Woche später gelang ihr eine weitere Steigerung, als sie im Super-G von St. Moritz auf den zweiten Platz fuhr und damit die erste Podestplatzierung ihrer Karriere erzielte.
Im Herbst 2017 entschied sich Kling dazu, aufgrund von Depressionen eine Auszeit vom Rennsport zu nehmen. Am 6. August 2018 gab sie ihren Rücktritt bekannt.

## Erfolge

### Olympische Spiele
- Vancouver 2010: 26. Riesenslalom
- Sotschi 2014: 18. Riesenslalom, 23. Abfahrt, DNF Super-G

### Weltmeisterschaften
- Åre 2007: DNF Abfahrt, DNF Super-G
- Vail/Beaver Creek 2015: 8. Super-G, 18. Abfahrt
- St. Moritz 2017: 17. Abfahrt, 24. Riesenslalom

### Weltcup
- 31 Platzierungen unter den besten zehn, davon 2 Podestplätze

### Weltcupwertungen
| Saison  | Gesamt | Gesamt | Abfahrt | Abfahrt | Super-G | Super-G | Riesenslalom | Riesenslalom | Kombination | Kombination |
| Saison  | Platz  | Punkte | Platz   | Punkte  | Platz   | Punkte  | Platz        | Punkte       | Platz       | Punkte      |
| ------- | ------ | ------ | ------- | ------- | ------- | ------- | ------------ | ------------ | ----------- | ----------- |
| 2007/08 | 124.   | 3      | –       | –       | 48.     | 3       | –            | –            | –           | –           |
| 2008/09 | 105.   | 15     | –       | –       | 51.     | 2       | –            | –            | 34.         | 13          |
| 2009/10 | 89.    | 44     | 42.     | 24      | 48.     | 8       | 41.          | 12           | –           | –           |
| 2010/11 | 86.    | 49     | 43.     | 12      | 34.     | 22      | 39.          | 15           | –           | –           |
| 2011/12 | 90.    | 26     | 52.     | 1       | 35.     | 25      | –            | –            | –           | –           |
| 2012/13 | 102.   | 14     | –       | –       | –       | –       | 44.          | 10           | 39.         | 4           |
| 2013/14 | 15.    | 427    | 12.     | 164     | 8.      | 176     | 20.          | 87           | –           | –           |
| 2014/15 | 27.    | 280    | 15.     | 152     | 15.     | 112     | 37.          | 16           | –           | –           |
| 2015/16 | 17.    | 540    | 11.     | 218     | 10.     | 215     | 28.          | 63           | 20.         | 44          |
| 2016/17 | 22.    | 383    | 11.     | 175     | 10.     | 156     | 31.          | 38           | 36.         | 14          |

### Europacup
- Saison 2009/10: 3. Abfahrtswertung
- Saison 2012/13: 6. Riesenslalomwertung
- 6 Podestplätze, davon 2 Siege:

| Datum        | Ort    | Land    | Disziplin |
| ------------ | ------ | ------- | --------- |
| 9. März 2010 | Tarvis | Italien | Abfahrt   |
| 9. März 2010 | Tarvis | Italien | Abfahrt   |

### Junioren-Weltmeisterschaften
- Bardonecchia 2005: 37. Abfahrt, 39. Super-G, 50. Riesenslalom, DNF Slalom
- Québec 2006: 12. Riesenslalom, 15. Super-G, 21. Abfahrt, DNF Slalom
- Altenmarkt-Zauchensee 2007: DNS Abfahrt
- Formigal 2008: 29. Super-G, 32. Riesenslalom, DNF Abfahrt, DNF Slalom

### Weitere Erfolge
- 11 schwedische Meistertitel
  - 2× Abfahrt (2009, 2014)
  - 4× Super-G (2009, 2010, 2014, 2016)
  - 3× Riesenslalom (2009, 2010, 2016)
  - 2× Kombination (2008, 2016)
  - 1× Parallelslalom (2009)
- 18 Siege in FIS-Rennen